# Матиас Зинделар
Матиас Зинделар (на немски: Matthias Sindelar) е австрийски футболист.

## Кариера
Халфът е капитан на легендарния Вундертим и неведнъж е отличаван като най-добрият австрийски футболист на XX век. Наричан е „Моцарт във футбол“. След аншлуса на Австрия от Германия през март 1938 г., родината му изчезва от картата на Европа. Той и няколко негови колеги от „вундертима“, които не са евреи са „поканени“ да играят за националния отбор Германия. Някои от тях участват с него на Световното първенство във Франция през юни 1938 г. Зинделар отказва, като се мотивира с възрастта си. След провала на Германия във Франция (отпадане още в първия кръг) става изкупителна жертва на гнева на нацистите, които обвиняват австрийците в предателство. Умира при мистериозни обстоятелства на 23 януари 1939 г. във Виена. Според официалната пропаганда се самоубива, но има версия и че е бил убит от нацисти. Разследването на прокуратурата не установява нищо. На погребението му се стичат над 15 000 души, които отдават заслужена почит на великия футболист.